# Coupe d'Israël de football
La Coupe d'Israël de football a été créée en 1928. Il s'agissait toutefois d'un championnat de Palestine, l'État d'Israël n'ayant pas encore été fondé. C'est donc en 1951 que débuta officiellement la première Coupe d'Israël.

## Palmarès

### 1927-1947: Coupe de Palestine
| #  | Édition | Vainqueur                                   | Score                 | Finaliste                   |
| -- | ------- | ------------------------------------------- | --------------------- | --------------------------- |
| 1  | 1928    | Hapoël Tel-Aviv Maccabi Hasmonean Jérusalem | Titre partagé         | -                           |
| 2  | 1929    | Maccabi Tel-Aviv                            | 4 - 0                 | Maccabi Hasmonean Jérusalem |
| 3  | 1930    | Maccabi Tel-Aviv (2)                        | 2 - 1                 | Northamptonshire Regiment   |
|    | 1931    | Non disputée                                | Non disputée          | Non disputée                |
| 4  | 1932    | British Police                              | 3 - 0                 | Hapoël Haïfa                |
| 5  | 1933    | Maccabi Tel-Aviv (3)                        | 1 - 0                 | Hapoël Tel-Aviv             |
| 6  | 1934    | Hapoël Tel-Aviv (2)                         | 3 - 2                 | Maccabi Tel-Aviv            |
| 7  | 1935    | Maccabi Petah-Tikva                         | 1 - 0                 | Hakoah Tel-Aviv             |
|    | 1936    | Non disputée                                | Non disputée          | Non disputée                |
| 8  | 1937    | Hapoël Tel-Aviv (3)                         | 3 - 0                 | Hapoël Drom Tel-Aviv        |
| 9  | 1938    | Hapoël Tel-Aviv (4)                         | 2 - 1                 | Maccabi Tel-Aviv            |
| 10 | 1939    | Hapoël Tel-Aviv (5)                         | 2 - 1                 | Maccabi Petah-Tikva         |
| 11 | 1940    | Beitar Tel-Aviv                             | 3 - 1                 | Maccabi Tel-Aviv            |
| 12 | 1941    | Maccabi Tel-Aviv (4)                        | 2 - 1                 | Hapoël Tel-Aviv             |
| 13 | 1942    | Beitar Tel-Aviv (2)                         | 12 - 1                | Maccabi Haïfa               |
|    | 1943    | Gunners                                     | 1 - 0                 | Hapoël Jérusalem            |
|    | 1944-45 | Hapoël Tel-Aviv                             | 1 - 0                 | Hapoël Petah-Tikva          |
| 16 | 1946    | Maccabi Tel-Aviv (5)                        | 0 - 0 3 - 1 (rejouée) | Hapoël Ironi Rishon LeZion  |
| 17 | 1947    | Maccabi Tel-Aviv (6)                        | 3 - 0                 | Beitar Tel-Aviv             |

### Depuis 1948: Coupe d'Israël
| Édition   | Vainqueur                  | Score                                       | Finaliste                  |
| --------- | -------------------------- | ------------------------------------------- | -------------------------- |
| 1948-49   | Non disputée               | Non disputée                                | Non disputée               |
| 1949-51   | Non terminée               | Non terminée                                | Non terminée               |
| 1951-52   | Maccabi Petah-Tikvah       | 1 - 0                                       | Maccabi Tel-Aviv           |
| 1952-53   | Non disputée               | Non disputée                                | Non disputée               |
| 1953-54   | Maccabi Tel-Aviv           | 4 - 0                                       | Maccabi Netanya            |
| 1954-55   | Maccabi Tel-Aviv           | 3 - 1                                       | Hapoël Petah-Tikvah        |
| 1955-56   | Non disputée               | Non disputée                                | Non disputée               |
| 1956-57   | Hapoël Petah-Tikvah        | 2 - 1                                       | Maccabi Jaffa              |
| 1957-58   | Maccabi Tel-Aviv           | 2 - 0                                       | Hapoël Haïfa               |
| 1958-59   | Maccabi Tel-Aviv           | 4 - 3                                       | Hapoël Petah-Tikvah        |
| 1959-60   | Hapoël Tel-Aviv            | 2 - 1                                       | Hapoël Petah-Tikvah        |
| 1960-61   | Non disputée               | Non disputée                                | Non disputée               |
| 1961-62   | Maccabi Haïfa              | 0 - 0 (a.p.), 5 - 2 (rejouée)               | Maccabi Tel-Aviv           |
| 1962-63   | Hapoël Haïfa               | 1 - 0                                       | Maccabi Haïfa              |
| 1963-64   | Maccabi Tel-Aviv           | 1 - 1 (a.p.), 1 - 1 (a.p.), 2 - 1 (rejouée) | Hapoël Haïfa               |
| 1964-65   | Maccabi Tel-Aviv           | 2 - 1                                       | Bnei Yehoudah Tel-Aviv     |
| 1965-66   | Hapoël Haïfa               | 2 - 1                                       | Shimshon Tel-Aviv          |
| 1966-67   | Maccabi Tel-Aviv           | 2 - 1                                       | Hapoël Tel-Aviv            |
| 1967-68   | Bnei Yehoudah Tel-Aviv     | 1 - 0                                       | Hapoël Petah-Tikvah        |
| 1968-69   | Hakoah Amidar Ramat Gan    | 1 - 0                                       | Maccabi Sha'arayim         |
| 1969-70   | Maccabi Tel-Aviv           | 2 - 1                                       | Maccabi Netanya            |
| 1970-71   | Hakoah Amidar Ramat Gan    | 2 - 1                                       | Maccabi Haïfa              |
| 1971-72   | Hapoël Tel-Aviv            | 1 - 0                                       | Hapoël Jérusalem FC        |
| 1972-73   | Hapoël Jérusalem FC        | 2 - 0                                       | Hakoah Amidar Ramat Gan    |
| 1973-74   | Hapoël Haïfa               | 1 - 0 (a.p.)                                | Hapoël Petah-Tikvah        |
| 1974-75   | Hapoël Kfar Sabah          | 3 - 1                                       | Beitar Jérusalem           |
| 1975-76   | Beitar Jérusalem           | 2 - 1                                       | Maccabi Tel-Aviv           |
| 1976-77   | Maccabi Tel-Aviv           | 1 - 0                                       | Beitar Tel-Aviv            |
| 1977-78   | Maccabi Netanya            | 2 - 1                                       | Bnei Yehoudah Tel-Aviv     |
| 1978-79   | Beitar Jérusalem           | 2 - 1                                       | Maccabi Tel-Aviv           |
| 1979-80   | Hapoël Kfar Sabah          | 4 - 1                                       | Maccabi Amidar Ramat Gan   |
| 1980-81   | Bnei Yehoudah Tel-Aviv     | 2 - 2 (a.p.), 4 - 3 (t.a.b.)                | Hapoël Tel-Aviv            |
| 1981-82   | Hapoël Yehud               | 1 - 0                                       | Hapoël Tel-Aviv            |
| 1982-83   | Hapoël Tel-Aviv            | 3 - 2                                       | Maccabi Tel-Aviv           |
| 1983-84   | Hapoël Lod                 | 0 - 0 (a.p.), 3 - 2 (t.a.b.)                | Hapoël Beer-Sheva          |
| 1984-85   | Beitar Jérusalem           | 1 - 0                                       | Maccabi Haïfa              |
| 1985-86   | Beitar Jérusalem           | 2 - 1                                       | Shimshon Tel-Aviv          |
| 1986-87   | Maccabi Tel-Aviv           | 3 - 3 (a.p.), 4 - 3 (t.a.b.)                | Maccabi Haïfa              |
| 1987-88   | Maccabi Tel-Aviv           | 2 - 1                                       | Hapoël Tel-Aviv            |
| 1988-89   | Beitar Jérusalem           | 3 - 3 (a.p.), 4 - 3 (t.a.b.)                | Maccabi Haïfa              |
| 1989-90   | Hapoël Kfar Sabah          | 1 - 0 (a.p.)                                | Shimshon Tel-Aviv          |
| 1990-91   | Maccabi Haïfa              | 3 - 1                                       | Hapoël Petah-Tikvah        |
| 1991-92   | Hapoël Petah-Tikvah        | 3 - 1 (a.p.)                                | Maccabi Tel-Aviv           |
| 1992-93   | Maccabi Haïfa              | 1 - 0                                       | Maccabi Tel-Aviv           |
| 1993-94   | Maccabi Tel-Aviv           | 2 - 0                                       | Hapoël Tel-Aviv            |
| 1994-95   | Maccabi Haïfa              | 2 - 0                                       | Hapoël Haïfa               |
| 1995-96   | Maccabi Tel-Aviv           | 4 - 1                                       | Hapoël Ironi Rishon LeZion |
| 1996-97   | Hapoël Beer-Sheva          | 1 - 0                                       | Maccabi Tel-Aviv           |
| 1997-98   | Maccabi Haïfa              | 2 - 0 (a.p.)                                | Hapoël Jérusalem FC        |
| 1998-99   | Hapoël Tel-Aviv            | 1 - 1 (a.p.), 3 - 1 (t.a.b.)                | Beitar Jérusalem           |
| 1999-2000 | Hapoël Tel-Aviv            | 2 - 2 (a.p.), 4 - 2 (t.a.b.)                | Beitar Jérusalem           |
| 2000-01   | Maccabi Tel-Aviv           | 3 - 0                                       | Maccabi Petah-Tikvah       |
| 2001-02   | Maccabi Tel-Aviv           | 0 - 0 (a.p.), 5 - 4 (t.a.b.)                | Maccabi Haïfa              |
| 2002-03   | Hapoël Ramat Gan           | 1 - 1 (a.p.), 5 - 4 (t.a.b.)                | Hapoël Beer-Sheva          |
| 2003-04   | Bnei Sakhnin               | 4 - 1                                       | Hapoël Haïfa               |
| 2004-05   | Maccabi Tel-Aviv           | 2 - 2 (a.p.), 5 - 3 (t.a.b.)                | Maccabi Herzliya           |
| 2005-06   | Hapoël Tel-Aviv            | 1 - 0                                       | Bnei Yehoudah Tel-Aviv     |
| 2006-07   | Hapoël Tel-Aviv            | 1 - 1 (a.p.), 5 - 4 (t.a.b.)                | Hapoël Ashkelon            |
| 2007-08   | Beitar Jérusalem           | 0 - 0 (a.p.), 5 - 4 (t.a.b.)                | Hapoël Tel-Aviv            |
| 2008-09   | Beitar Jérusalem           | 2 - 1                                       | Maccabi Haïfa              |
| 2009-10   | Hapoël Tel-Aviv            | 3 - 1                                       | Bnei Yehoudah Tel-Aviv     |
| 2010-11   | Hapoël Tel-Aviv            | 1 - 0                                       | Maccabi Haïfa              |
| 2011-12   | Hapoël Tel-Aviv            | 2 - 1                                       | Maccabi Haïfa              |
| 2012-13   | Hapoël Ramat Gan           | 1 - 1 (a.p.), 4 - 2 (t.a.b.)                | Hapoël Ironi Kiryat Shmona |
| 2013-14   | Hapoël Ironi Kiryat Shmona | 1 - 0 (a.p.)                                | Maccabi Netanya            |
| 2014-15   | Maccabi Tel-Aviv           | 6 - 2                                       | Hapoël Beer-Sheva          |
| 2015-16   | Maccabi Haïfa              | 1 - 0                                       | Maccabi Tel-Aviv           |
| 2016-17   | Bnei Yehoudah Tel-Aviv FC  | 0 - 0 (a.p.), 4- 3 (t.a.b.)                 | Maccabi Tel-Aviv           |
| 2017-18   | Hapoël Haïfa               | 3 - 1 (a.p.)                                | Beitar Jérusalem           |
| 2018-19   | Bnei Yehoudah Tel-Aviv FC  | 1 - 1 (a.p.), 5 - 4 (t.a.b.)                | Maccabi Netanya            |
| 2019-20   | Hapoël Beer-Sheva          | 2 - 0                                       | Maccabi Petah-Tikva        |
| 2020-21   | Maccabi Tel-Aviv           | 2 - 1 (a.p.)                                | Hapoël Tel-Aviv            |
| 2021-22   | Hapoël Beer-Sheva          | 2 - 2 (a.p.), 3 - 1 (t.a.b.)                | Maccabi Haïfa              |
| 2022-23   | Beitar Jérusalem           | 3 - 0                                       | Maccabi Netanya            |
| 2023-2024 | Maccabi Petah-Tikva        | 1-0                                         | Hapoël Beer-Sheva          |
| 2024-2025 | Hapoël Beer-Sheva          | 2-0                                         | Beitar Jérusalem           |